# Allons prier !
Allons prier ! aussi appelé Hymne à Marie, op. 73, est une œuvre de Mel Bonis composée en 1905.

## Composition
Mel Bonis compose son Hymne à Marie pour voix élevée et piano ou orgue en 1905, sur un texte de l'abbé Léon Rimbault. L'œuvre est dédiée « à Mme Winter-Cottin ». Elle a été publiée l'année suivant sa composition, aux éditions Hamelle, puis réédité en 2014 par les éditions Fortin Armiane.

## Analyse
Selon Guillaume Avocat, l'œuvre est de forme lied. De plus, la micro-structure musicale suit celle du texte et l'écriture colle à la prosodie des mots. La mélodie est de style syllabique.

## Sources
- Étienne Jardin, Mel Bonis (1858-1937) : parcours d'une compositrice de la Belle Époque, 2020 (ISBN 978-2-330-13313-9 et 2-330-13313-8, OCLC 1153996478, lire en ligne)